# 이지파생활
《이지파생활》(理智派生活)은 2021년 방송되었던 중국의 드라마이다.

## 소개
- 이성적이고 냉철한 33세 직장인 여자와 섬세하고 따뜻한 남자가 일과 삶의 어려움을 딛고 함께 성장하며 사랑을 키워가는 이야기

## 줄거리
- 평범한 청춘의 일상에 작은 변화가 찾아오면서 시작한다. 밋밋한 전개인가 싶지만 등장인물의 각기 다른 고민과 성장을 보여준다.

## 등장 인물
- 친란 - 웨이뤄신 역
- 왕허디 - 치샤오 역
- 이종한 (Calvin) - 쉬민지에 역
- 포문청 (包文婧) - 쑹쯔옌 역
- 판훙 - 선모 역
- 장샤오첸 - 샤오위 역
- 왕이난 - 리팡 역
- 천펑왕리 (陈鹏万里) - 쑤양 역
- 린신이 - 요쓰지아 역
- 강항 (康亢) - 리우페이 역